# 新小岩 (アルバム)
『新小岩』（しんこいわ）は、2020年10月28日に発売された日本のヒップホップMC、ZORNの9枚目のオリジナルアルバムである。
事前告知されずにアルバムがリリースされた。

## 概要
前作『LOVE』以来約1年半となるオリジナル・アルバムであり、以前自身が所属していた昭和レコード脱退後初となるアルバムである。ジャケットのタイポグラフィはDOPEが担当。生産限定盤には収録曲のミュージックビデオを収めたDVDが付属した。
アルバムのタイトルが新小岩であるが、新小岩はZORNの出身地である。
2021年4月28日、本作のアナログ盤を数量限定で販売。2021年7月20日には本作のインストバージョンの配信及び限定生産CDの販売を行った。

## 内容
収録曲は全13曲。これまでに配信シングルでリリースされた楽曲が収録されており、昭和レコードからの旅立ちを歌った「Don't Look Back」、OZROSAURUSのMACCHOが客演で参加した「Rep」、ANARCHYが客演で参加した「No Pain No Gain」、KREVAが客演で参加した「One Mic」が収録された。この他、新たな客演作としてこれまでコラボレーション経験もあるAKLOとNORIKIYOが参加した「Rollin'」、Kvi Baba参加の「Keep Wishing」、鋼田テフロン参加の「Honey And Mustard」、2019年12月に行われたZORNとTHA BLUE HERBのツーマンライブ、"Life Story"で共演したTHA BLUE HERBのメンバーであるILL-BOSSTINOが参加した「Life Story」を収録。収録曲の5曲目～9曲目まで客演アーティストが参加した楽曲が続くなど客演作も目立つが、アルバムタイトル"新小岩"のローマ字表記である1曲目の「Shinkoiwa」を始め客演なしの新曲も多く収録されている。全ての収録曲のサウンドプロデュースはBACHLOGICが手掛けたものである。

## ライブ
アルバムの発売日に日本武道館でのワンマンライブ『My Life at 日本武道館』を2021年1月24日に開催することを発表した。本作の収録曲を中心に選曲し、開催された。

## 記録
オリコンチャートでは2020年10月28日付のデイリーアルバムランキングで10位に初登場。2020年11月9日付の週間アルバムランキングでは36位を記録した。週間デジタルアルバムランキングでは6,821DLで首位を記録し、CDの売上枚数やDL数などを合計した週間合算アルバムランキングでは10位を記録した。
Billboard JAPANでは2020年11月9日付のTop Albums Salesで20位、ルックアップのランキングでは64位であった。Download Albumsでは8,470DLで首位を記録し、このダウンロード指標が牽引してBillboard Japan Hot Albumsで総合アルバム首位を獲得した。翌週の11月16日付のDownload Albumsでも首位を記録し、ダウンロードでは2週連続の1位となった。3週目の11月23日付のDownload Albumsでは10位となり、3週連続でトップ10入りを果たした。翌年の日本武道館公演後の2021年2月8日付のDownload Albumで7位、2021年5月19日付のDownload Albumで10位に再浮上し、トップ10返り咲きを果たしている。

## 収録曲
| #   | タイトル                                 | 作詞                 | 作曲      | 編曲 | 時間 |
| --- | ---------------------------------------- | -------------------- | --------- | ---- | ---- |
| 1.  | 「Shinkoiwa」                            | ZORN                 | BACHLOGIC |      | 2:09 |
| 2.  | 「Rep feat. MACCHO」                     | ZORN, MACCHO         | BACHLOGIC |      | 4:04 |
| 3.  | 「Memory Lane」                          | ZORN                 | BACHLOGIC |      | 3:01 |
| 4.  | 「Don't Look Back」                      | ZORN                 | BACHLOGIC |      | 3:05 |
| 5.  | 「Rollin' feat. AKLO, NORIKIYO」         | ZORN, AKLO, NORIKIYO | BACHLOGIC |      | 4:36 |
| 6.  | 「No Pain No Gain feat. ANARCHY」        | ZORN, ANARCHY        | BACHLOGIC |      | 4:12 |
| 7.  | 「Keep Wishing feat. Kvi Baba」          | ZORN, Kvi Baba       | BACHLOGIC |      | 4:20 |
| 8.  | 「One Mic feat. KREVA」                  | ZORN, KREVA          | BACHLOGIC |      | 4:11 |
| 9.  | 「Honey And Mustard feat. 鋼田テフロン」 | ZORN, 鋼田テフロン   | BACHLOGIC |      | 3:00 |
| 10. | 「Changing」                             | ZORN                 | BACHLOGIC |      | 3:30 |
| 11. | 「Passion」                              | ZORN                 | BACHLOGIC |      | 3:10 |
| 12. | 「Life Story feat. ILL-BOSSTINO」        | ZORN, ILL-BOSSTINO   | BACHLOGIC |      | 5:36 |
| 13. | 「Evergreen」                            | ZORN                 | BACHLOGIC |      | 3:37 |

## チャート
| チャート                                    | 最高順位 | 出典   |
| ------------------------------------------- | -------- | ------ |
| オリコン 週間アルバムランキング             | 36       | [ 13 ] |
| オリコン 週間デジタルアルバムランキング     | 1        | [ 14 ] |
| オリコン 合算アルバムランキング             | 10       | [ 15 ] |
| オリコン 週間インディーズアルバムランキング | 3        | [ 21 ] |
| オリコン 週間DANCE & SOULアルバムランキング | 1        | [ 22 ] |
| Billboard Japan Hot Albums                  | 1        | [ 16 ] |
| Billboard Japan Top Albums Sales            | 20       | [ 16 ] |
| Billboard Japan Download Albums             | 1        | [ 23 ] |